# Kóródy Tibor
Kóródy Tibor (Budapest, 1904. február 10. – Budapest, 1974. szeptember 21.) ügyvéd, újságíró, politikus, nyilas parlamenti képviselő.

## Élete
Középiskoláit a budapesti Kölcsey Ferenc Gimnáziumban végezte. A Pázmány Péter Tudományegyetemen szerzett jogtudományi doktorátust. Hat esztendeig Párizsban élt, elvégezte a párizsi diplomáciai akadémiát (École des Études Sociales et de la Diplomatie).
1934-ben csatlakozott a Festetics Sándor-féle nemzetiszocialista párthoz, más forrás szerint viszont már 1932-től Meskó Zoltán pártjának ideológiai vezetője volt. 1935-ben már Festetics Sándor főkerület vezetője volt, és attól kezdve kizárólag ideológiai, továbbá közgazdasági és társadalomtudományi kérdésekkel foglalkozott. A nemzetiszocialista mozgalom társadalomtudományi és közgazdasági programját állította össze. Részt vett 1938-tól Szálasi Ferenc pártjának működésében, amelynek színeiben országgyűlési képviselő lett, majd 1941 szeptemberében lépett át Imrédy Béla új pártjába (Magyar Megújulás Pártja). 1939-ben megszökött az internálás elől.
Az Újságírók Szanatóriumi Egyesülete és a Hírlapírók Országos Nyugdíjintézete elnökségi tagja, a Dunai Liga Társaságának főtitkára volt. Tag továbbá az Országos Magyar Sajtókamara újságírói főosztályának előbb negyedik szakosztályában, majd az elsőben. Emellett az Astoria Automobilgyár és Kereskedelmi Rt. igazgatósági tagja.
Munkatársa volt az Összetartás című hetilapnak és a Magyarság c. lapnak, amelyeken kívül más szélsőjobboldali lapokban is publikált.

## A parlamentben
Az 1939. évi országgyűlési választásokon a Nyíregyháza környéki egyéni kerületben indult képviselőjelöltként a Nyilaskeresztes Párt – Hungarista Mozgalom színeiben, a lajstromon pedig ő állt az első helyen. Kerületében első helyezett lett, azonban mivel nem kapta meg a szükséges 40%-ot, ezért pótválasztásra került sor, melyen 3977 (48,74%) szavazatot kapott, amivel nem jutott be a parlamentbe, viszont a 23559 (39,71%) szavazatot kapott lajstromról bekerült a parlamentbe.
Képviselővé választása után a Közigazgatási, naplóbíráló és pénzügyi bizottság tagja lett az országgyűlésben. Már 1939-ben kilépett a Nyilaskeresztes Pártból, Hubay Kálmánnal való ellentétei miatt, de maradt szélsőjobboldali képviselő. A parlamentben felszólalt a többi között a cenzúrabizottságok és a lengyel-német háború ügyében, a nyíregyházi dohánybeváltó hivatali munkásnők napibérének felemelése érdekében, a magas rangú politikusok és tisztviselők összeférhetetlensége tárgyában és a kislakásépítés adómentessé tétele mellett. Rágalmazással és sajtórendőri vétséggel mentelmi bizottság elé idézték. 1943-ban – a Népszava szerint „a kedvező konjunktúra megszűntével” – szembefordult addigi elveivel. 1944. szeptember 21-én a parlamentben a Sztójay-kormány zsidórendeleteinek eltörlését követelte. Nagybaczoni Nagy Vilmossal, Zsedényi Bélával és másokkal szervezkedésbe kezdett a kiugrás érdekében.

## Utóélete
Letartóztatták és népbíróság elé idézték. Argentínába disszidált, ahol folytatta újságírói tevékenységét: 1967-ben írt a Délamerikai Magyar Újságba. 1973-ban hazatelepült, Magyarországon részt vett a Magyar Nyelv Baráti Köre előkészítő bizottságának munkájában. Budapesten hunyt el 1974-ben. Szeptember 30-án temették el a Farkasréti temetőben.